# Mainz-Amöneburg
Mainz-Amöneburg is een stadsdeel van Wiesbaden. Het ligt in het zuiden van deze stad aan de Rijn. Met ongeveer 1.500 inwoners is Mainz-Amöneburg een van de kleinste stadsdelen van Wiesbaden. Sinds 1945 behoort Mainz-Amöneburg tot Wiesbaden.
Op 1 april 1908 werd Kastel officieel een stadsdeel van Mainz. Aangezien Amöneburg geen zelfstandige gemeente was, maar een wijk van Kastel ging ook Amöneburg in Mainz op en werd een apart stadsdeel. Na de Tweede Wereldoorlog hertekenden de geallieerden de Duitse landkaart en werd de Rijn als natuurlijke grens bepaald tussen de nieuwe deelstaten Hessen en Rijnland-Palts. Dat sommige steden hierdoor in twee gesplitst werden was geen argument voor de bezetters waardoor Amöneburg en nog vijf andere gemeenten van Mainz gescheiden werden. Amöneburg, Mainz-Kastel en Mainz-Kostheim voelen zich nog verbonden met de stad. De naam Wiesbaden-Amöneburg wordt wel in sommige gevallen gebruikt, wat bij Kastel en Kostheim niet het geval is. 
Amöneburg ligt tegen de Rijn tussen Kastel en Biebrich. Tot 1945 vormde de grens tussen Amöneburg en Biebrich ook de grens tussen de Volksstaat Hessen en de Pruisische provincie Hessen-Nassau. 

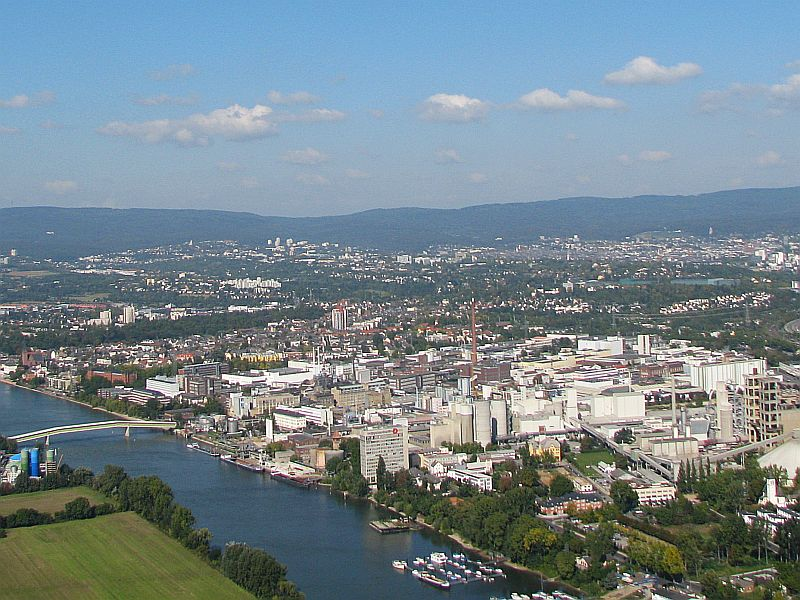
Amöneburg